# Raïon d'Agapovka
Le raïon de Agapovka (en russe : Агаповский район, Agapovski raïon) est une subdivision administrative de l'oblast de Tcheliabinsk, en Russie. Son centre administratif est le village d'Agapovka.

## Géographie
Le raïon est situé dans l'Oural, au sud-ouest de l'oblast de Tcheliabinsk, en périphérie de Magnitogorsk. À l'ouest, il est bordé par la république de Bachkirie. Le raïon est distant de 280 km de Tcheliabinsk contre seulement 20 km pour Magnitogorsk.
Son territoire, bien que beaucoup exploité par l'agriculture, est en partie couvert de steppe, et arrosé par plusieurs grandes rivières. La géologie offre plusieurs ressources : fer, dolomie, calcaire, nickel, sable et gravier.
Le raïon est traversé par le chemin de fer : lignes Magnitogorsk – Tcheliabinsk et Magnitogorsk – Beloretsk. L'axe routier majeur est celui liant Tcheliabinsk à Magnitogorsk.

## Histoire
Les premières implantation humaines semblent remonter au moins à l'Antiquité.
La présence russe remonte à la conquête de l'est, mais l'implantation de population commence à partir de 1743, à l'époque où les frontières du sud n'étaient pas encore clairement établies. L'histoire y commence avec la présence des cosaques.
Depuis 1919, plusieurs restructuration administratives ont modifié les cartes, tandis que le raïon est créé le 18 janvier 1935. Agapovka en devient la ville centre par décret de la RSFS de Russie le 23 novembre 1940.

## Économie
Une partie de l'économie est polarisée par Magnitogorsk, mais l'économie locale est toutefois aussi créatrice de richesse. Il existe trois carrières et une mine, tandis que l'agriculture produit des céréales (blé, orge, seigle, sarrasin, avoine et fourrage), de la pomme de terre, des légumes et réalise de l'élevage (porc et bovin).
Le système éducatif opère à travers 64 établissement, comptant un peu plus de 4000 étudiants. Deux hôpitaux sont également générateurs d'emploi, en plus des autres structures locales de santé.

## Administration
Le raïon d'Agapovka est subdivisé en 10 municipalités regroupant 50 localités.
| №  | Municipalité                   | Centre         | Nombre de villages | Surface (km2) | Population (2002) |
| -- | ------------------------------ | -------------- | ------------------ | ------------- | ----------------- |
| 1  | Municipalité d'Agapovka        | Agapovka       | 3                  | 57,44         | 7379              |
| 2  | Municipalité de Bourani        | Bourani        | 10                 | 36,47         | 6288              |
| 3  | Municipalité de Jieltniski     | Jieltniski     | 2                  | 110,83        | 1536              |
| 4  | Municipalité de Magnitni       | Magnitni       | 6                  | 523           | 4008              |
| 5  | Municipalité de Narovtchaka    | Narovtchaka    | 2                  | 20,32         | 2261              |
| 6  | Municipalité de Piervomaïski   | Piervomaïski   | 5                  | 41            | 3196              |
| 7  | Municipalité de Primorski      | Primorski      | 3                  | 33,84         | 4252              |
| 8  | Municipalité de Svietlogorsk   | Svietlogorsk   | 9                  | 190           | 2826              |
| 9  | Municipalité de Tchiernigovski | Tchiernigovski | 4                  | 15,36         | 1266              |
| 10 | Municipalité de Ianguielski    | Ianguielski    | 3                  | 130           | 2128              |

## Religion
Le doyenné orthodoxe d'Agapovka, dépendant de l'éparchie de Magnitogorsk, recoupe les limites du raïon.